# Scottish Premiership
La Scottish Premiership (conocida por razones de patrocinio como cinch Premiership), es la máxima categoría del fútbol profesional en Escocia. La Scottish Premiership se estableció en julio de 2013, después de la fusión de la Scottish Premier League y la Scottish Football League.
Un total de 18 equipos han participado en la actual SPL que se inauguró en la temporada 1998 - 1999, sucediendo a la antigua Primera División. Actualmente es la 12º liga en importancia en Europa según la Federación Internacional de Historia y Estadísticas del Fútbol IFFHS.

## Historia
La Premier League de Escocia (SPL) se fundó en 1998, cuando un grupo de equipos decidieron separarse de la Liga escocesa de fútbol y crear su propia liga. La idea de la división de la liga guardó cierta similitud con la creación en 1992 de la Premier League inglesa.
La SPL tenía diez clubes que jugaban hasta la temporada 2000-01, cuando la liga se amplió a doce equipos. El aumento de clubes fue parte del trato ofrecido a obtener la aprobación de los clubes miembros de la SPL. Desde la temporada 2001-02, la tabla se dividió por la mitad hacia el final de la temporada, con los equipos que jugando contra los otros clubes de su mitad de la tabla una vez más. A veces, esto se traducía en que el séptimo equipo tenía más puntos que el sexto equipo colocado, pero no ascendían hasta la mitad superior. En la temporada 2005-06, el equipo situado en séptimo puesto (Inverness) tenía más puntos que el equipo cuarto clasificado (Hibernian), pero todavía no se movió hasta el cuarto lugar, debido a la división de la tabla.
La SPL ha vivido eventos importantes desde su creación. Por ejemplo, cuando el portero del Heart of Midlothian, Craig Gordon se trasladó al Sunderland por un precio de 9 millones de libras, una cifra récord para un portero británico. También es la mayor cantidad de dinero pagado por un jugador escocés, pero Alan Hutton compartió este registro cuando fichó por el Tottenham Hotspur por el mismo precio procedente del Rangers. El fichaje de Tore André Flo del Chelsea por el Rangers es el fichaje más caro pagado por un club escocés, con 12 millones de libras. La mayoría de la cantidad de dinero pagada por un club escocés a otro club escocés es de 4,5 millones de libras por Scott Brown cuando fichó por el Celtic procedente del Hibernian.

### Descenso del Glasgow Rangers
En febrero de 2012, el Rangers FC entró en concurso de acreedores por problemas con la Hacienda del Reino Unido, y el 14 de junio de 2012 declaró su bancarrota. Ese mismo día, el empresario Charles Green compró todos los activos del equipo por 5,5 millones de libras. Esta nueva organización ahora se llamará The Rangers FC. Luego de que su solicitud para volver a jugar en la Scottish Premier League fuese rechazada por los clubes de dicha liga, jugando esta campaña de la tercera división escocesa. Actualmente se encuentra disputando de nuevo la máxima categoría del fútbol escocés tras haber militado dos temporadas en la segunda división, luego de haber ascendido consecutivamente desde la categoría profesional más baja de Escocia.

### Scottish Premiership
El 8 de septiembre de 1997 los clubes de la Scottish Premier Division decidieron separarse de la Scottish Football League y formar la Scottish Premier League, siguiendo el modelo inglés de la Premier League que tan buenos resultados estaba cosechando. Sin embargo a finales de los años 2000 el fútbol escocés comenzó a pensar en un nuevo cambio en sus estructuras, ya que el seleccionado nacional y los clubes que participaban en competiciones europeas no gozaban de demasiado éxito. Tras meses de discusiones finalmente el 12 de junio de 2013 la SPL y la SFL se fusionaban, dando lugar a la Scottish Professional Football League. El 24 de julio se hacían públicos los nombres de las nuevas categorías del fútbol escocés, la máxima categoría pasaba a conocerse como Scottish Premiership.

## Formato de competición
Los equipos suman tres puntos por una victoria y uno por empate. En caso de una derrota, no suman puntos. Los equipos son clasificados en orden según los siguientes criterios: por el total de puntos, la diferencia de goles, y luego por los goles a favor. Al final de cada temporada, el club que haya sumado más puntos es el campeón de la liga. Si dos o más equipos comparten la misma cantidad de puntos, se consideran los criterios mencionados anteriormente.

### División
Anteriormente, se disputaban entre los equipos de la Premier League (que por lo general fueron de 10 a 14 clubes) un total de cuatro rondas, lo que ocasionaba que hubiera un calendario de más de 40 fechas, lo cual se consideraba un número muy elevado de partidos en una temporada, sumado a que algunos equipos también competían en las competiciones europeas o incluso en la Copa escocesa. Por eso, para evitarlo se adoptó usar un formato de división (conocido como split en Escocia).
Una temporada, que va desde agosto hasta mayo del año siguiente, se divide en dos fases. Durante la primera fase, cada club juega tres partidos contra cualquier otro equipo, ya sea una vez en condición de local y dos veces de visitante o viceversa. Después de esta primera fase de partidos en la que todos los clubes han jugado 33 partidos, se realiza una división en la liga en dos zonas. Una zona contiene a los equipos que ocupen las posiciones de la 1ª a la 6ª posición y la otra a los equipos que ocupan las posiciones de la 7ª a la última. Cada club juega entonces otros cinco partidos contra los otros cinco equipos en su propia zona. Cabe destacar que la conformación de las zonas se determina al momento de la división una vez que todos los equipo hayan jugado 33 partidos. Los puntos obtenidos durante la primera fase de 33 partidos se siguen teniendo en cuenta para la clasificación final, pero los equipos sólo compiten dentro de su sección en la segunda fase.
Una vez finalizada la primera fase, los clubes no pueden salir de su propia zona en la liga, incluso si suman finalmente más o menos puntos que un mayor o menor equipo clasificado, respectivamente para ambos casos de las zonas.
Este sistema ha traído como consecuencia que haya una desigualdad de condiciones en los enfrentamientos entre los equipos, por ejemplo, que un equipo haya jugado contra otro tres veces de local y solo una vez en condición de visitante, o viceversa. Por eso, al inicio de cada temporada, la SPL "predice" las probables posiciones de cada club con el fin de producir un calendario justo que asegure la mejor oportunidad posible de todos los clubes de jugar entre sí en dos ocasiones en condición de local y visitante. Así, se puede decir que los equipos están "sembrados" acorde a su rendimiento en temporadas anteriores.
Si un club no termina en la posición prevista por la SPL, se enfrenta a la posibilidad de tener que disputar un número desigual de partidos de local y visitante.

### Promoción y descenso
El equipo que finalice en última posición al final de la temporada desciende al Scottish Championship, que es la segunda categoría del fútbol escocés. El ganador de este mismo reemplaza al equipo descendido en la siguiente temporada, con la condición de que el ganador satisfaga los criterios de entrada de Liga escocesa de fútbol. Estos criterios han causado controversia.
También se llevan a cabo las series de promoción, con instancias eliminatorias entre clubes de la Premier League y el Scottish Championship para definir el segundo ascenso.

## Equipos de la Temporada 2025-2026
| Equipo                            | Ciudad     | Estadio            | Capacidad |
| --------------------------------- | ---------- | ------------------ | --------- |
| Aberdeen Football Club            | Aberdeen   | Pittodrie Stadium  | 20.866    |
| Celtic Football Club              | Glasgow    | Celtic Park        | 60.411    |
| Dundee Football Club              | Dundee     | Dens Park          | 11.775    |
| Dundee United Football Club       | Dundee     | Tannadice Park     | 14.223    |
| Falkirk Football Club             | Falkirk    | Falkirk Stadium    | 7.937     |
| Heart of Midlothian Football Club | Edimburgo  | Tynecastle Park    | 19.852    |
| Hibernian Football Club           | Edimburgo  | Easter Road        | 20.421    |
| Kilmarnock Football Club          | Kilmarnock | Rugby Park         | 17.889    |
| Livingston Football Club          | Livingston | Almondvale Stadium | 9.713     |
| Motherwell Football Club          | Motherwell | Fir Park           | 13.677    |
| Rangers Football Club             | Glasgow    | Ibrox Stadium      | 50.817    |
| Saint Mirren Football Club        | Paisley    | St. Mirren Park    | 7.937     |

## Palmarés
A continuación se muestra el cuadro de honor de la liga escocesa de fútbol desde su nacimiento como Primera División desde 1890 hasta 1998, Scottish Premier League desde 1998 hasta 2013 y la Scottish Premiership desde 2014.
El campeonato ha sido dominado desde sus inicios por los dos clubes de Glasgow, el Celtic y Rangers que actualmente poseen 108 títulos en Escocia de un total de 127. el último título de un club fuera de Glasgow lo logró el Aberdeen del técnico Alex Ferguson en 1985.
La Liga escocesa ha sido suspendida solamente una vez, entre 1939 y 1946 debido a la Segunda Guerra Mundial.
| Temporada                           | Campeón                     | Subcampeón               | Tercero                  | Máximo goleador                        | Club                           | Goles                    |
| Scottish Football League            | Scottish Football League    | Scottish Football League | Scottish Football League | Scottish Football League               | Scottish Football League       | Scottish Football League |
| ----------------------------------- | --------------------------- | ------------------------ | ------------------------ | -------------------------------------- | ------------------------------ | ------------------------ |
| 1890-91                             | Dumbarton (1) y Rangers (1) | ---                      | Celtic                   | Jack Bell                              | Dumbarton                      | 20                       |
| 1891-92                             | Dumbarton (2)               | Celtic                   | Heart of Midlothian      | Jack Bell                              | Dumbarton                      | 23                       |
| 1892-93                             | Celtic (1)                  | Rangers                  | Saint Mirren             | Sandy McMahon John Campbell            | Celtic                         | 11                       |
| Scottish Division One               |                             |                          |                          |                                        |                                |                          |
| 1893-94                             | Celtic (2)                  | Heart of Midlothian      | St. Bernard's            | Alexander McMahon                      | Celtic                         | 16                       |
| 1894-95                             | Heart of Midlothian (1)     | Celtic                   | Rangers                  | James Miller                           | Clyde                          | 12                       |
| 1895-96                             | Celtic (3)                  | Rangers                  | Hibernian                | Allan Martin                           | Celtic                         | 19                       |
| 1896-97                             | Heart of Midlothian (2)     | Hibernian                | Rangers                  | William Taylor                         | Heart of Midlothian            | 12                       |
| 1897-98                             | Celtic (4)                  | Rangers                  | Hibernian                | Robert C. Hamilton                     | Rangers                        | 18                       |
| 1898-99                             | Rangers (2)                 | Heart of Midlothian      | Celtic                   | Robert C. Hamilton                     | Rangers                        | 25                       |
| 1899-1900                           | Rangers (3)                 | Celtic                   | Hibernian                | Robert C. Hamilton William Michael     | Rangers Heart of Midlothian    | 15                       |
| 1900-01                             | Rangers (4)                 | Celtic                   | Hibernian                | Robert Hamilton                        | Rangers                        | 20                       |
| 1901-02                             | Rangers (5)                 | Celtic                   | Heart of Midlothian      | William Maxwell                        | Third Lanark                   | 10                       |
| 1902-03                             | Hibernian (1)               | Dundee                   | Rangers                  | David Reid                             | Hibernian                      | 14                       |
| 1903-04                             | Third Lanark (1)            | Heart of Midlothian      | Celtic                   | Robert C. Hamilton                     | Rangers                        | 28                       |
| 1904-05                             | Celtic (5)                  | Rangers                  | Third Lanark             | Robert C. Hamilton James Quinn         | Rangers Celtic                 | 19                       |
| 1905-06                             | Celtic (6)                  | Heart of Midlothian      | Airdrieonians (1878)     | James Quinn                            | Celtic                         | 20                       |
| 1906-07                             | Celtic (7)                  | Dundee                   | Rangers                  | James Quinn                            | Celtic                         | 29                       |
| 1907-08                             | Celtic (8)                  | Falkirk                  | Rangers                  | Jock Simpson                           | Falkirk                        | 32                       |
| 1908-09                             | Celtic (9)                  | Dundee                   | Clyde                    | John B. Hunter                         | Dundee                         | 29                       |
| 1909-10                             | Celtic (10)                 | Falkirk                  | Rangers                  | Jimmy Quinn Jock Simpson               | Celtic Falkirk                 | 24                       |
| 1910-11                             | Rangers (6)                 | Aberdeen                 | Falkirk                  | Willie Reid                            | Rangers                        | 38                       |
| 1911-12                             | Rangers (7)                 | Celtic                   | Clyde                    | Willie Reid                            | Rangers                        | 33                       |
| 1912-13                             | Rangers (8)                 | Celtic                   | Heart of Midlothian      | James Reid                             | Airdrieonians                  | 30                       |
| 1913-14                             | Celtic (11)                 | Rangers                  | Heart of Midlothian      | James Reid                             | Airdrieonians                  | 27                       |
| 1914-15                             | Celtic (12)                 | Heart of Midlothian      | Rangers                  | Tom Gracie James Richardson            | Heart of Midlothian Ayr United | 29                       |
| 1915-16                             | Celtic (13)                 | Rangers                  | Greenock Morton          | James McColl                           | Celtic                         | 34                       |
| 1916-17                             | Celtic (14)                 | Greenock Morton          | Rangers                  | Bert Yarnall                           | Airdrieonians                  | 39                       |
| 1917-18                             | Rangers (9)                 | Celtic                   | Greenock Morton          | Hughie Ferguson                        | Motherwell                     | 35                       |
| 1918-19                             | Celtic (15)                 | Rangers                  | Greenock Morton          | David McLean                           | Rangers                        | 29                       |
| 1919-20                             | Rangers (10)                | Celtic                   | Motherwell               | Hughie Ferguson                        | Motherwell                     | 33                       |
| 1920-21                             | Rangers (11)                | Celtic                   | Heart of Midlothian      | Hughie Ferguson                        | Motherwell                     | 43                       |
| 1921-22                             | Celtic (16)                 | Rangers                  | Raith Rovers             | Duncan Walker                          | St. Mirren FC                  | 45                       |
| 1922-23                             | Rangers (12)                | Airdrieonians (1878)     | Celtic                   | Jock White                             | Heart of Midlothian            | 30                       |
| 1923-24                             | Rangers (13)                | Airdrieonians (1878)     | Celtic                   | David Halliday                         | Dundee FC                      | 38                       |
| 1924-25                             | Rangers (14)                | Airdrieonians (1878)     | Hibernian                | William Devlin                         | Cowdenbeath                    | 33                       |
| 1925-26                             | Celtic (17)                 | Airdrieonians (1878)     | Heart of Midlothian      | William Devlin                         | Cowdenbeath                    | 40                       |
| 1926-27                             | Rangers (15)                | Motherwell               | Celtic                   | Jimmy McGrory                          | Celtic                         | 49                       |
| 1927-28                             | Rangers (16)                | Celtic                   | Motherwell               | Jimmy McGrory                          | Celtic                         | 47                       |
| 1928-29                             | Rangers (17)                | Celtic                   | Motherwell               | Evelyn Morrison                        | Falkirk FC                     | 43                       |
| 1929-30                             | Rangers (18)                | Motherwell               | Aberdeen                 | Benny Yorston                          | Aberdeen                       | 38                       |
| 1930-31                             | Rangers (19)                | Celtic                   | Motherwell               | Barney Battles, Jr.                    | Heart of Midlothian            | 44                       |
| 1931-32                             | Motherwell (1)              | Rangers                  | Celtic                   | Willie MacFadyen                       | Motherwell                     | 52                       |
| 1932-33                             | Rangers (20)                | Motherwell               | Heart of Midlothian      | Willie MacFadyen                       | Motherwell                     | 45                       |
| 1933-34                             | Rangers (21)                | Motherwell               | Celtic                   | Jimmy Smith                            | Rangers                        | 41                       |
| 1934-35                             | Rangers (22)                | Celtic                   | Heart of Midlothian      | Jimmy Smith                            | Rangers                        | 36                       |
| 1935-36                             | Celtic (18)                 | Rangers                  | Aberdeen                 | Jimmy McGrory                          | Celtic                         | 50                       |
| 1936-37                             | Rangers (23)                | Aberdeen                 | Celtic                   | David Wilson                           | Hamilton Academical            | 34                       |
| 1937-38                             | Celtic (19)                 | Heart of Midlothian      | Rangers                  | Andy Black                             | Heart of Midlothian            | 40                       |
| 1938-39                             | Rangers (24)                | Celtic                   | Aberdeen                 | Alex Venters                           | Rangers                        | 35                       |
| No disputado Segunda Guerra Mundial |                             |                          |                          |                                        |                                |                          |
| Scottish Division A                 |                             |                          |                          |                                        |                                |                          |
| 1946-47                             | Rangers (25)                | Aberdeen                 | Hibernian                | Bobby Mitchell                         | Third Lanark                   | 22                       |
| 1947-48                             | Hibernian (2)               | Rangers                  | Partick Thistle          | Archie Aikman                          | Falkirk FC                     | 20                       |
| 1948-49                             | Rangers (26)                | Dundee FC                | Hibernian                | Alex Stott                             | Dundee FC                      | 30                       |
| 1949-50                             | Rangers (27)                | Hibernian                | Heart of Midlothian      | Willie Bauld                           | Heart of Midlothian            | 30                       |
| 1950-51                             | Hibernian (3)               | Rangers                  | Dundee FC                | Lawrie Reilly                          | Hibernian                      | 22                       |
| Scottish Division One               |                             |                          |                          |                                        |                                |                          |
| 1951-52                             | Hibernian (4)               | Rangers                  | East Fife                | Lawrie Reilly                          | Hibernian                      | 27                       |
| 1952-53                             | Rangers (28)                | Hibernian                | East Fife                | Lawrie Reilly Charlie Fleming          | Hibernian East Fife            | 30                       |
| 1953-54                             | Celtic (20)                 | Heart of Midlothian      | Partick Thistle          | Jimmy Wardhaugh                        | Heart of Midlothian            | 27                       |
| 1954-55                             | Aberdeen (1)                | Celtic                   | Rangers                  | Willie Bauld                           | Heart of Midlothian            | 21                       |
| 1955-56                             | Rangers (29)                | Aberdeen                 | Heart of Midlothian      | Jimmy Wardhaugh                        | Heart of Midlothian            | 28                       |
| 1956-57                             | Rangers (30)                | Heart of Midlothian      | Kilmarnock               | Hugh Baird                             | Airdrieonians                  | 33                       |
| 1957-58                             | Heart of Midlothian (3)     | Rangers                  | Celtic                   | Jimmy Wardhaugh Jimmy Murray           | Heart of Midlothian            | 28                       |
| 1958-59                             | Rangers (31)                | Heart of Midlothian      | Motherwell               | Joe Baker                              | Hibernian                      | 25                       |
| 1959-60                             | Heart of Midlothian (4)     | Kilmarnock               | Rangers                  | Joe Baker                              | Hibernian                      | 42                       |
| 1960-61                             | Rangers (32)                | Kilmarnock               | Third Lanark             | Alex Harley                            | Third Lanark                   | 42                       |
| 1961-62                             | Dundee FC (1)               | Rangers                  | Celtic                   | Alan Gilzean                           | Dundee FC                      | 24                       |
| 1952-63                             | Rangers (33)                | Kilmarnock               | Partick Thistle          | Jimmy Millar                           | Rangers                        | 27                       |
| 1963-64                             | Rangers (34)                | Kilmarnock               | Celtic                   | Alan Gilzean                           | Dundee FC                      | 32                       |
| 1964-65                             | Kilmarnock (1)              | Heart of Midlothian      | Dunfermline Athletic     | Jim Forrest                            | Rangers                        | 30                       |
| 1965-66                             | Celtic (21)                 | Rangers                  | Kilmarnock               | Joe McBride Alex Ferguson              | Celtic Dunfermline             | 31                       |
| 1966-67                             | Celtic (22)                 | Rangers                  | Clyde FC                 | Stevie Chalmers                        | Celtic                         | 21                       |
| 1967-68                             | Celtic (23)                 | Rangers                  | Hibernian                | Bobby Lennox                           | Celtic                         | 32                       |
| 1968-69                             | Celtic (24)                 | Rangers                  | Dunfermline Athletic     | Kenny Cameron                          | Dundee United                  | 26                       |
| 1969-70                             | Celtic (25)                 | Rangers                  | Hibernian                | Colin Stein                            | Rangers                        | 24                       |
| 1970-71                             | Celtic (26)                 | Aberdeen                 | St. Johnstone            | Harry Hood                             | Celtic                         | 22                       |
| 1971-72                             | Celtic (27)                 | Aberdeen                 | Rangers                  | Joe Harper                             | Aberdeen                       | 33                       |
| 1972-73                             | Celtic (28)                 | Rangers                  | Hibernian                | Alan Gordon                            | Hibernian                      | 27                       |
| 1973-74                             | Celtic (29)                 | Hibernian                | Rangers                  | Dixie Deans                            | Celtic                         | 26                       |
| 1974-75                             | Rangers (35)                | Hibernian                | Celtic                   | Andy Gray Willie Pettigrew             | Dundee United Motherwell       | 20                       |
| Scottish Premier Division           |                             |                          |                          |                                        |                                |                          |
| 1975-76                             | Rangers (36)                | Celtic                   | Hibernian                | Kenny Dalglish                         | Celtic                         | 24                       |
| 1976-77                             | Celtic (30)                 | Rangers                  | Aberdeen                 | Willie Pettigrew                       | Motherwell                     | 21                       |
| 1977-78                             | Rangers (37)                | Aberdeen                 | Dundee United            | Derek Johnstone                        | Rangers                        | 25                       |
| 1978-79                             | Celtic (31)                 | Rangers                  | Dundee United            | Andy Ritchie                           | Morton                         | 22                       |
| 1979-80                             | Aberdeen (2)                | Celtic                   | Saint Mirren             | Doug Somner                            | Saint Mirren                   | 25                       |
| 1980-81                             | Celtic (32)                 | Aberdeen                 | Rangers                  | Frank McGarvey                         | Celtic                         | 23                       |
| 1981-82                             | Celtic (33)                 | Aberdeen                 | Rangers                  | George McCluskey                       | Celtic                         | 21                       |
| 1982-83                             | Dundee United (1)           | Celtic                   | Aberdeen                 | Charlie Nicholas                       | Celtic                         | 29                       |
| 1983-84                             | Aberdeen (3)                | Celtic                   | Dundee United            | Brian McClair                          | Celtic                         | 23                       |
| 1984-85                             | Aberdeen (4)                | Celtic                   | Dundee United            | Frank McDougall                        | Aberdeen                       | 22                       |
| 1985-86                             | Celtic (34)                 | Heart of Midlothian      | Dundee United            | Ally McCoist                           | Rangers                        | 24                       |
| 1986-87                             | Rangers (38)                | Celtic                   | Dundee United            | Brian McClair                          | Celtic                         | 35                       |
| 1987-88                             | Celtic (35)                 | Heart of Midlothian      | Rangers                  | Tommy Coyne                            | Dundee                         | 33                       |
| 1988-89                             | Rangers (39)                | Aberdeen                 | Celtic                   | Mark McGhee Charlie Nicholas           | Celtic Aberdeen                | 16                       |
| 1989-90                             | Rangers (40)                | Aberdeen                 | Heart of Midlothian      | John G. Robertson                      | Heart of Midlothian            | 17                       |
| 1990-91                             | Rangers (41)                | Aberdeen                 | Celtic                   | Tommy Coyne                            | Celtic                         | 18                       |
| 1991-92                             | Rangers (42)                | Heart of Midlothian      | Celtic                   | Ally McCoist                           | Rangers                        | 34                       |
| 1992-93                             | Rangers (43)                | Aberdeen                 | Celtic                   | Ally McCoist                           | Rangers                        | 34                       |
| 1993-94                             | Rangers (44)                | Aberdeen                 | Motherwell               | Mark Hateley                           | Rangers                        | 22                       |
| 1994-95                             | Rangers (45)                | Motherwell               | Hibernian                | Tommy Coyne                            | Motherwell                     | 16                       |
| 1995-96                             | Rangers (46)                | Celtic                   | Aberdeen                 | Pierre van Hooijdonk                   | Celtic                         | 26                       |
| 1996-97                             | Rangers (47)                | Celtic                   | Dundee United            | Jorge Cadete                           | Celtic                         | 25                       |
| 1997-98                             | Celtic (36)                 | Rangers                  | Heart of Midlothian      | Marco Negri                            | Rangers                        | 32                       |
| Scottish Premier League             |                             |                          |                          |                                        |                                |                          |
| 1998-99                             | Rangers (48)                | Celtic                   | St. Johnstone            | Henrik Larsson                         | Celtic                         | 29                       |
| 1999-2000                           | Rangers (49)                | Celtic                   | Heart of Midlothian      | Mark Viduka                            | Celtic                         | 25                       |
| 2000-01                             | Celtic (37)                 | Rangers                  | Hibernian                | Henrik Larsson                         | Celtic                         | 35                       |
| 2001-02                             | Celtic (38)                 | Rangers                  | Livingstone              | Henrik Larsson                         | Celtic                         | 29                       |
| 2002-03                             | Rangers (50)                | Celtic                   | Heart of Midlothian      | Henrik Larsson                         | Celtic                         | 28                       |
| 2003-04                             | Celtic (39)                 | Rangers                  | Heart of Midlothian      | Henrik Larsson                         | Celtic                         | 30                       |
| 2004-05                             | Rangers (51)                | Celtic                   | Hibernian                | John Hartson                           | Celtic                         | 25                       |
| 2005-06                             | Celtic (40)                 | Heart of Midlothian      | Rangers                  | Kris Boyd                              | Rangers                        | 32                       |
| 2006-07                             | Celtic (41)                 | Rangers                  | Aberdeen                 | Kris Boyd                              | Rangers                        | 20                       |
| 2007-08                             | Celtic (42)                 | Rangers                  | Motherwell               | Scott McDonald                         | Celtic                         | 25                       |
| 2008-09                             | Rangers (52)                | Celtic                   | Heart of Midlothian      | Kris Boyd                              | Rangers                        | 27                       |
| 2009-10                             | Rangers (53)                | Celtic                   | Dundee United            | Kris Boyd                              | Rangers                        | 23                       |
| 2010-11                             | Rangers (54)                | Celtic                   | Heart of Midlothian      | Kenny Miller                           | Rangers                        | 21                       |
| 2011-12                             | Celtic (43)                 | Rangers                  | Motherwell               | Gary Hooper                            | Celtic                         | 24                       |
| 2012-13                             | Celtic (44)                 | Motherwell               | St. Johnstone            | Michael Higdon                         | Motherwell                     | 26                       |
| Scottish Premiership                |                             |                          |                          |                                        |                                |                          |
| 2013-14                             | Celtic (45)                 | Motherwell               | Aberdeen                 | Kris Commons                           | Celtic                         | 27                       |
| 2014-15                             | Celtic (46)                 | Aberdeen                 | Inverness                | Adam Rooney                            | Aberdeen                       | 18                       |
| 2015-16                             | Celtic (47)                 | Aberdeen                 | Heart of Midlothian      | Leigh Griffiths                        | Celtic                         | 31                       |
| 2016-17                             | Celtic (48)                 | Aberdeen                 | Rangers                  | Liam Boyce                             | Ross County                    | 23                       |
| 2017-18                             | Celtic (49)                 | Aberdeen                 | Rangers                  | Kris Boyd                              | Kilmarnock                     | 18                       |
| 2018-19                             | Celtic (50)                 | Rangers                  | Kilmarnock               | Alfredo Morelos                        | Rangers                        | 17                       |
| 2019-20                             | Celtic (51)                 | Rangers                  | Motherwell               | Odsonne Édouard                        | Celtic                         | 22                       |
| 2020-21                             | Rangers (55)                | Celtic                   | Hibernian                | Odsonne Édouard                        | Celtic                         | 18                       |
| 2021-22                             | Celtic (52)                 | Rangers                  | Heart of Midlothian      | Giorgos Giakoumakis Regan Charles-Cook | Celtic Ross County             | 13                       |
| 2022-23                             | Celtic (53)                 | Rangers                  | Aberdeen                 | Kyōgo Furuhashi                        | Celtic                         | 27                       |
| 2023-24                             | Celtic (54)                 | Rangers                  | Heart of Midlothian      | Lawrence Shankland                     | Heart of Midlothian            |                          |
| 2024-25                             | Celtic (55)                 | Rangers                  | Hibernian                | Cyriel Dessers                         | Rangers                        | 18                       |

## Títulos por club
| Club                    | Títulos | Subcamp. | Años campeón |
| ----------------------- | ------- | -------- | --- |
| Rangers                 | 55      | 36       | 1891, 1899, 1900, 1901, 1902, 1911, 1912, 1913, 1918, 1920, 1921, 1923, 1924, 1925, 1927, 1928, 1929, 1930, 1931, 1933, 1934, 1935, 1937, 1939, 1947, 1949, 1950, 1953, 1956, 1957, 1959, 1961, 1963, 1964, 1975, 1976, 1978, 1987, 1989, 1990, 1991, 1992, 1993, 1994, 1995, 1996, 1997, 1999, 2000, 2003, 2005, 2009, 2010, 2011, 2021 |
| Celtic                  | 55      | 34       | 1893, 1894, 1896, 1898, 1905, 1906, 1907, 1908, 1909, 1910, 1914, 1915, 1916, 1917, 1919, 1922, 1926, 1936, 1938, 1954, 1966, 1967, 1968, 1969, 1970, 1971, 1972, 1973, 1974, 1977, 1979, 1981, 1982, 1986, 1988, 1998, 2001, 2002, 2004, 2006, 2007, 2008, 2012, 2013, 2014, 2015, 2016, 2017, 2018, 2019, 2020, 2022, 2023, 2024, 2025 |
| Aberdeen                | 4       | 18       | 1955, 1980, 1984, 1985 |
| Heart of Midlothian     | 4       | 14       | 1895, 1897, 1958, 1960 |
| Hibernian               | 4       | 5        | 1903, 1948, 1951, 1952 |
| Dumbarton               | 2       | -        | 1891, 1892 |
| Motherwell              | 1       | 7        | 1932 |
| Dundee                  | 1       | 4        | 1962 |
| Kilmarnock              | 1       | 4        | 1965 |
| Third Lanark †          | 1       | -        | 1904 |
| Dundee United           | 1       | -        | 1983 |
| Airdrieonians FC (1878) | -       | 4        | ----- |
| Falkirk                 | -       | 2        | ----- |
| Morton                  | -       | 1        | ----- |

- † Equipo desaparecido.

## Goleadores
- Lista con los máximos goleadores en la era de la Premier League de Escocia y Scottish Premiership desde 1998-99 a 2022-23. El escocés Kris Boyd es el máximo goleador de la historia con 222 goles.

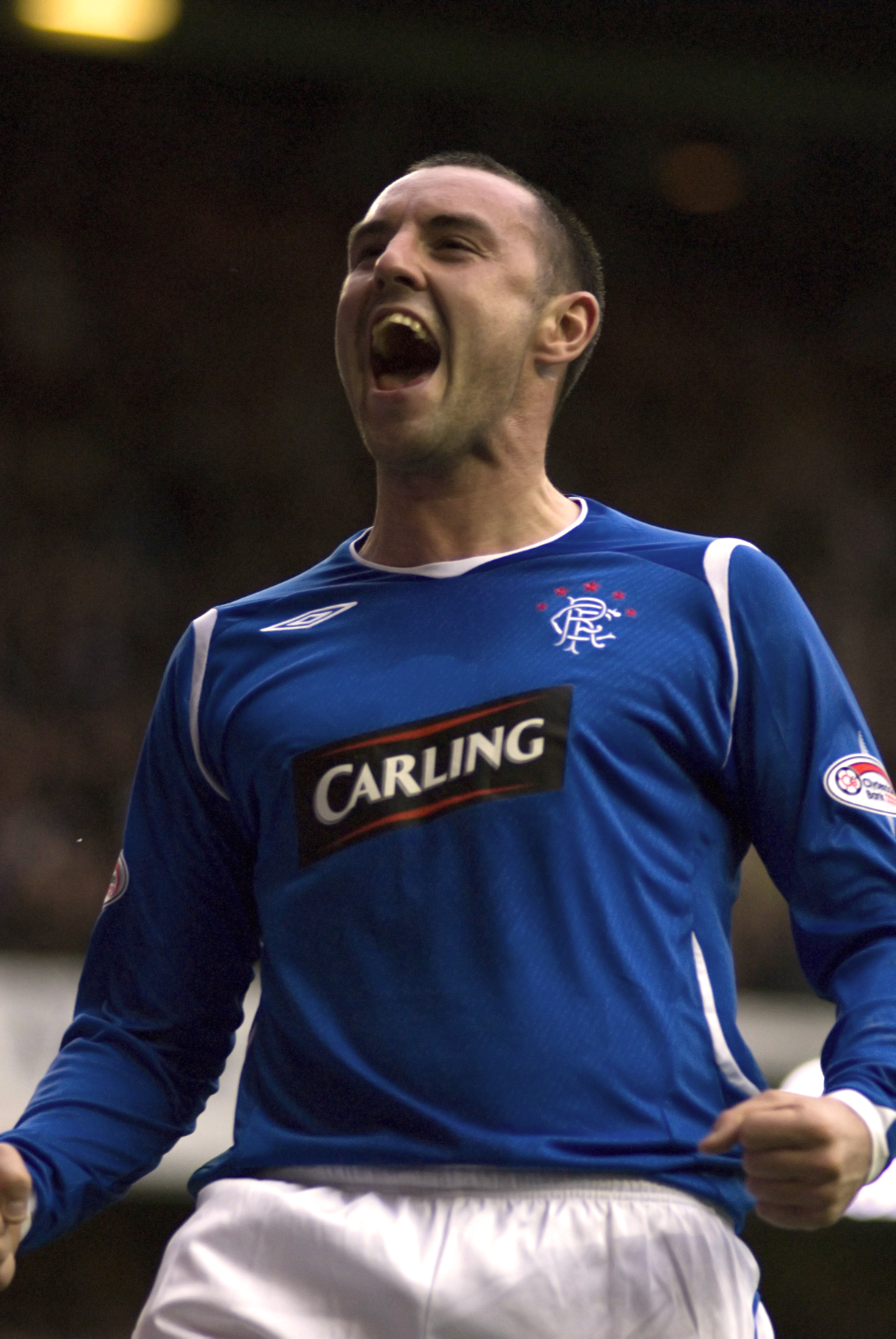
Kris Boyd, goleador histórico de la Premier League de Escocia.

| Pos. | Jugador          | Clubes | Goles |
| ---- | ---------------- | --- | ----- |
| 1    | Kris Boyd        | Kilmarnock (2000–2006) Rangers (2006–2010, 2014–2015) Kilmarnock (2013–2019)                                                      | 222   |
| 2    | Henrik Larsson   | Celtic (1997–2004) | 174   |
| 3    | Leigh Griffiths  | Hibernian (2011-2013) Celtic (2013–2021) Dundee FC (2021–2022)                                                                    | 121   |
| 4    | Scott McDonald   | Motherwell (2004–2007) Celtic (2007–2010)                                                                                         | 117   |
| 5    | Anthony Stokes   | Falkirk (2006–2007) Hibernian (2009–2010, 2015–2016, 2017–2018) Celtic (2010–2015)                                                | 106   |
| 6    | Kenny Miller     | Hibernian (1999–2000) Rangers (2000–2001) Celtic (2006–2008) Rangers (2008–2011, 2016–2018) Dundee (2018–2019)                    | 99    |
| 7    | Derek Riordan    | Hibernian (2001–2006) Celtic (2006–2008) Hibernian (2008–2011) St Johnstone (2012)                                                | 95    |
| 8    | John Hartson     | Celtic (2001–2006) | 88    |
| 9    | Adam Rooney      | Inverness (2008–2009, 2010–2011) Aberdeen (2013–2018)                                                                             | 86    |
| 10   | Billy McKay      | Inverness (2013-2015) Dundee United (2015-2016) Ross County (2017-2021)                                                           | 85    |
| 11   | Alfredo Morelos  | Rangers (2017-2023) | 78    |
| 12   | Niall McGinn     | Celtic (2009–2011) Aberdeen (2012–2021) Dundee (2021-2023)                                                                        | 75    |
| 13   | Michael Higdon   | Falkirk (2007–2009) Saint Mirren (2009–2011) Motherwell (2011–2013)                                                               | 73    |
| 14   | Nacho Novo       | Dundee (2002–2004) Rangers (2004–2010)                                                                                            | 73    |
| 15   | Odsonne Edouard  | Celtic (2017–2021) | 66    |
| 16   | Stephen Crawford | Hibernian (1998–2000) Dunfermline Athletic (1999–2004) Dundee United (2005) Aberdeen (2005–2006) Dunfermline Athletic (2006–2008) | 65    |
| 17   | Billy Dodds      | Aberdeen (1994–1998) Dundee United (1998–1999) Rangers (1999–2003) Dundee United (2003–2006)                                      | 65    |
| 18   | Chris Sutton     | Celtic (2000–2006) | 65    |

## Premios
| Temporada | Futbolista del año en Escocia                    | Futbolista del año SFWA (por los periodistas) (en) |
| --------- | ------------------------------------------------ | -------------------------------------------------- |
| 1989-90   | Jim Bett (Aberdeen)                              | Alex McLeish (Aberdeen)                            |
| 1990-91   | Paul Elliott (Celtic)                            | Maurice Malpas (Dundee United)                     |
| 1991-92   | Ally McCoist (Rangers)                           | Ally McCoist (Rangers)                             |
| 1992-93   | Andy Goram (Rangers)                             | Andy Goram (Rangers)                               |
| 1993-94   | Mark Hateley (Rangers)                           | Mark Hateley (Rangers)                             |
| 1994-95   | Brian Laudrup (Rangers)                          | Brian Laudrup (Rangers)                            |
| 1995-96   | Paul Gascoigne (Rangers)                         | Paul Gascoigne (Rangers)                           |
| 1996-97   | Paolo Di Canio (Celtic)                          | Brian Laudrup (Rangers)                            |
| 1997-98   | Jackie McNamara (Celtic)                         | Craig Burley (Celtic)                              |
| 1998-99   | Henrik Larsson (Celtic)                          | Henrik Larsson (Celtic)                            |
| 1999-2000 | Mark Viduka (Celtic)                             | Barry Ferguson (Rangers)                           |
| 2000-01   | Henrik Larsson (Celtic)                          | Henrik Larsson (Celtic)                            |
| 2001-02   | Lorenzo Amoruso (Rangers)                        | Paul Lambert (Celtic)                              |
| 2002-03   | Barry Ferguson (Rangers)                         | Barry Ferguson (Rangers)                           |
| 2003-04   | Chris Sutton (Celtic)                            | Jackie McNamara (Celtic)                           |
| 2004-05   | John Hartson (Celtic) Fernando Ricksen (Rangers) | John Hartson (Celtic)                              |
| 2005-06   | Shaun Maloney (Celtic)                           | Craig Gordon (Heart of Midlothian)                 |
| 2006-07   | Shunsuke Nakamura (Celtic)                       | Shunsuke Nakamura (Celtic)                         |
| 2007-08   | Aiden McGeady (Celtic)                           | Carlos Cuéllar (Rangers)                           |
| 2008-09   | Scott Brown (Celtic)                             | Gary Caldwell (Celtic)                             |
| 2009-10   | Steven Davis (Rangers)                           | David Weir (Rangers)                               |
| 2010-11   | Emilio Izaguirre (Celtic)                        | Emilio Izaguirre (Celtic)                          |
| 2011-12   | Charlie Mulgrew (Celtic)                         | Charlie Mulgrew (Celtic)                           |
| 2012-13   | Michael Higdon (Motherwell)                      | Leigh Griffiths (Hibernian)                        |
| 2013-14   | Kris Commons (Celtic)                            | Kris Commons (Celtic)                              |
| 2014-15   | Stefan Johansen (Celtic)                         | Craig Gordon (Celtic)                              |
| 2015-16   | Leigh Griffiths (Celtic)                         | Leigh Griffiths (Celtic)                           |
| 2016-17   | Scott Sinclair (Celtic)                          | Scott Sinclair (Celtic)                            |
| 2017-18   | Scott Brown (Celtic)                             | Scott Brown (Celtic)                               |
| 2018-19   | James Forrest (Celtic)                           | James Forrest (Celtic)                             |
| 2020-21   | James Tavernier (Rangers)                        | Steven Davis (Rangers)                             |
| 2021-22   | Callum McGregor (Celtic)                         | Craig Gordon (Heart of Midlothian)                 |
| 2022-23   | Kyogo Furuhashi (Celtic)                         | Kyogo Furuhashi (Celtic)                           |

## Tabla histórica
- Clasificación histórica de la máxima categoría del fútbol escocés desde la temporada 1890-91 hasta finalizado el torneo 2019-20.
- Se considera como la máxima categoría a la Scottish Football League (1891 a 1975), Scottish Premier Division (1976 a 1998), Premier League (1999 a 2013) y Scottish Premiership (2014 en adelante).
- Los clubes en negrita compiten actualmente en la Premiership.

| N.º | Club                            | P.D. | P.G. | P.E. | P.P. | G.F.  | G.C. | Dif.   | Puntos | Desc. |
| --- | ------------------------------- | ---- | ---- | ---- | ---- | ----- | ---- | ------ | ------ | ----- |
| 1.  | Celtic                          | 4199 | 2632 | 819  | 748  | 10634 | 4612 | + 6022 | 8711   | -4    |
| 2.  | Rangers(1)                      | 4047 | 2593 | 781  | 673  | 10003 | 4374 | + 5629 | 8550   | -10   |
| 3.  | Heart of Midlothian (Edimburgo) | 4015 | 1769 | 931  | 1315 | 7647  | 6202 | + 1445 | 6223   |       |
| 4.  | Aberdeen                        | 3834 | 1649 | 935  | 1250 | 6942  | 5734 | + 1208 | 5882   |       |
| 5.  | Hibernian (Edimburgo)           | 3842 | 1467 | 907  | 1468 | 6689  | 6466 | + 223  | 5308   |       |
| 6.  | Motherwell                      | 3746 | 1396 | 830  | 1520 | 6482  | 6801 | - 319  | 5018   |       |
| 7.  | Dundee                          | 3302 | 1248 | 744  | 1310 | 5442  | 5688 | - 246  | 4488   |       |
| 8.  | Kilmarnock                      | 3252 | 1162 | 764  | 1326 | 5422  | 6177 | - 755  | 4150   |       |
| 9.  | Saint Mirren (Paisley)          | 3310 | 1079 | 724  | 1507 | 4924  | 6238 | - 1314 | 3961   |       |
| 10. | Partick Thistle (Glasgow)       | 2948 | 1047 | 664  | 1237 | 4658  | 5240 | - 582  | 3805   |       |
| 11. | Dundee United                   | 2174 | 820  | 559  | 795  | 3817  | 3879 | - 62   | 3019   |       |
| 12. | Falkirk                         | 2444 | 815  | 564  | 1065 | 3840  | 4460 | - 620  | 3019   |       |
| 13. | Airdrieonians (Airdrie)         | 2120 | 755  | 450  | 915  | 3840  | 4460 | - 620  | 3009   |       |
| 14. | Clyde (Cumbernauld)             | 2086 | 699  | 435  | 952  | 3186  | 3974 | - 788  | 2532   |       |
| 15. | Third Lanark (Glasgow)          | 1810 | 665  | 359  | 786  | 3097  | 3391 | - 294  | 2350   | -4    |
| 16. | St. Johnstone (Perth)           | 1803 | 597  | 445  | 761  | 2837  | 3410 | - 573  | 2236   |       |
| 17. | Greenock Morton                 | 1855 | 604  | 404  | 847  | 2642  | 3281 | - 639  | 2216   |       |
| 18. | Hamilton Academical             | 1738 | 542  | 339  | 857  | 2678  | 3702 | - 1024 | 1965   |       |
| 19. | Queen's Park (Glasgow)          | 1462 | 425  | 285  | 752  | 2158  | 3055 | - 897  | 1560   |       |
| 20. | Dunfermline Athletic            | 1374 | 413  | 319  | 642  | 2154  | 2900 | - 746  | 1558   |       |
| 21. | Ayr United                      | 1288 | 420  | 285  | 583  | 1868  | 2463 | - 595  | 1545   |       |
| 22. | Raith Rovers (Kirkcaldy)        | 1316 | 394  | 274  | 648  | 1853  | 2482 | - 629  | 1456   |       |
| 23. | Queen of the South (Dumfries)   | 672  | 216  | 133  | 323  | 1030  | 1455 | - 425  | 781    |       |
| 24. | Dumbarton                       | 597  | 184  | 127  | 286  | 859   | 1133 | - 274  | 679    |       |
| 25. | Inverness                       | 456  | 153  | 123  | 180  | 1067  | 1176 | - 109  | 582    |       |
| 26. | East Fife (Fife)                | 452  | 162  | 89   | 201  | 735   | 877  | - 142  | 575    |       |
| 27. | Cowdenbeath                     | 414  | 149  | 69   | 196  | 702   | 853  | - 151  | 516    |       |
| 28. | Clydebank FC                    | 386  | 94   | 83   | 209  | 453   | 758  | - 305  | 365    |       |
| 29. | Albion Rovers (Coatbridge)      | 346  | 89   | 67   | 190  | 472   | 740  | - 268  | 334    |       |
| 30. | Arbroath                        | 322  | 79   | 72   | 171  | 419   | 693  | - 274  | 309    |       |
| 31. | Clydebank (1st)                 | 270  | 76   | 56   | 138  | 366   | 524  | - 158  | 284    |       |
| 32. | Livingston                      | 258  | 69   | 65   | 124  | 288   | 389  | - 101  | 272    |       |
| 33. | Stirling Albion                 | 358  | 69   | 62   | 227  | 408   | 895  | - 487  | 269    |       |
| 34. | Port Glasgow Athletic           | 241  | 51   | 49   | 141  | 265   | 527  | - 262  | 202    |       |
| 35. | Ross County (Dingwall)          | 182  | 48   | 54   | 80   | 208   | 320  | - 112  | 198    |       |
| 36. | St. Bernard's (Edimburgo)       | 126  | 45   | 12   | 69   | 252   | 323  | - 71   | 147    |       |
| 37. | Leith Athletic                  | 152  | 41   | 20   | 91   | 251   | 403  | - 152  | 143    |       |
| 38. | Clydebank (2nd)                 | 116  | 18   | 27   | 71   | 87    | 234  | - 147  | 81     |       |
| 39. | Abercorn                        | 76   | 17   | 9    | 50   | 136   | 246  | - 110  | 60     |       |
| 40. | Renton FC                       | 58   | 14   | 12   | 32   | 91    | 144  | - 53   | 54     |       |
| 41. | Cambuslang                      | 40   | 13   | 9    | 18   | 68    | 95   | - 27   | 48     |       |
| 42. | East Stirlingshire (Falkirk)    | 72   | 12   | 5    | 55   | 92    | 206  | - 114  | 41     |       |
| 43. | Bo'ness United                  | 38   | 9    | 8    | 21   | 48    | 86   | - 38   | 35     |       |
| 44. | Alloa Athletic                  | 38   | 6    | 11   | 21   | 27    | 52   | - 25   | 29     |       |
| 45. | Vale Of Leven                   | 40   | 5    | 6    | 29   | 51    | 164  | - 113  | 21     |       |
| 46. | Gretna FC (2)                   | 38   | 5    | 8    | 25   | 61    | 159  | - 98   | 13     | -10   |
| 47. | Cowlairs FC                     | 18   | 3    | 4    | 11   | 24    | 50   | - 26   | 9      | -4    |

 Temp. = Temporadas en la máxima categoría; PD = Partidos disputados; PG = Partidos ganados; PE = Partidos empatados; PP = Partidos perdidos;
GF = Goles anotados; GC = Goles recibidos; DG = Diferencia de gol; PTS = Puntos; Desc. = Descuento de puntos.
- (1) se le descontaron 10 Puntos en la temporada 2011-12.
- (2) se le descontaron 10 Puntos en la temporada 2007-08.